# 건강

세계보건기구 헌장에 따르면, 건강(健康, 영어: health)은 완전한 육체적, 정신적 및 사회적 복리의 상태를 뜻하고, 단순히 질병 또는 병약이 존재하지 않는 것이 아니다. 과거에는 건강을 '질병이 없거나 허약하지 않은 상태'라고 흔히 생각하였다. 그러나 질병과 허약이 임상적으로 뚜렷이 나타나는 경우도 있지만, 건강에 미치는 영향이 모호할 때가 많다. 따라서 임상적으로 질병이 발견되지 않았다고 해서 건강하다고 할 수 없으며, 현재 건강하다고 판단된 사람에서도 의학기술이 발전하면 이상이 발견될 수 있다.
1948년 세계 보건 기구(World Health Organization, WHO)는 헌장에서 건강에 대해 "건강이라는 것은 완전한 육체적, 정신적 및 사회적 복리의 상태를 뜻하고, 단순히 질병 또는 병약이 존재하지 않는 것이 아니다.(Health is a state of complete physical, mental and social well-being and not merely the absence of disease or infirmity.)"라고 규정하였다.
건강은 생존의 추구라기보다는 일상생활에 잘 대처할 수 있는 능력을 말한다. 신체 역량 뿐 아니라, 개인적·사회적 대처 능력을 강조하는 입체적이고 긍정적인 개념이다. 규칙적인 운동, 충분한 수면과 같은 건강한 생활을 유지하고, 흡연, 과도한 스트레스 등 건강에 해로운 상황을 줄이거나 피함으로써 건강을 유지할 수 있다.

## 역사
건강의 의미는 점점 발전해 왔다. 초기의 건강 정의는 신체가 기능할 수 있는 능력, 곧 생의학적 관점에 초점을 맞추었으며, 건강은 질병으로 인해 때때로 중단될 수 있는 정상적으로 기능하는 상태로 간주되었다. 그 예로는 "해부학적, 생리적, 심리적으로 완전한 상태, 개인적으로 가치 있는 가족, 직장, 지역사회 역할을 수행할 수 있는 능력, 신체적, 생물학적, 심리적, 사회적 등의 스트레스에 대처할 수 있는 능력" 이라는 해석을 들 수 있다.
그 후 1948년, 세계보건기구(WHO)는 이전의 정의에서 급진적으로 벗어나 "단순히 질병과 허약함의 부재가 아닌 신체적, 정신적, 사회적 웰빙" 이라는 측면에서 건강을 웰빙과 연결하는 더 높은 목표를 가진 정의를 제안하였다. 일부에서는 이 정의가 혁신적이라고 환영했지만, 모호하고 지나치게 광범위하며 엄밀한 측정이 어렵다는 비판을 받기도 했다. 오랫동안 건강이 생의학적 모델의 실용성을 중심으로 논의되면서 이 해석은 비현실적인 이상으로 불려 왔다.
질병을 바라보는 관점이 '상태'에서 '과정'으로 변화되자 건강의 정의에서도 같은 변화가 일어났다. WHO는 1980년대 건강증진운동의 발전을 주도하면서 건강에 대한 새로운 개념을 가져왔다. 이는 신체의 상태가 아닌 회복 탄력성의 측면, 즉 "생존을 위한 필수적인 자원"으로서 건강에 대한 새로운 개념을 정의했다. 1984년 WHO는 건강을 "개인이나 집단이 열망을 실현하고 필요를 충족하며 환경을 변화시키거나 대처할 수 있는 정도"라고 정의했다. 신체적 능력만큼 사회적, 개인적 자원, 능력을 강조한 것이다. 이에 따라 건강은 항상성을 유지하고 부작용으로부터 회복하는 능력을 의미하게 된다. 정신적, 지적, 정서적, 사회적 건강은 스트레스를 처리하고, 기술을 습득하고, 관계를 유지하는 개인의 능력을 말하며, 이 모든 것이 탄력성과 독립 생활을 위한 자원을 형성한다. 이러한 정의 방식은 건강을 가르치고, 강화하고, 배울 수 있는 많은 가능성을 열어주었다.
건강 문제를 예방 또는 치료하고, 인간의 건강을 증진하기 위한 활동은 의료 서비스 제공자가 중심이 되었고, 동물의 건강은 수의학에서 다뤄지게 되었다. "건강한"이라는 용어는 '건강한 커뮤니티', '건강한 도시' 등 인간의 여러 조직과 그 영향을 언급하는 데에 널리 사용된다. 의료 및 개인의 주변 환경 외에도 개인의 건강 상태에 영향을 미치는 여러 다른 요인이 연구되었으며, 이러한 요인을 "건강의 결정 요인" 이라고 한다. 건강의 결정 요인에는 개인의 배경, 생활 방식, 경제적 지위, 사회적 조건 및 영성 등이 있다. 높은 수준의 스트레스가 인간의 건강에 영향을 미칠 수 있다는 연구 결과도 발표되었다.
21세기의 첫 10년 동안 건강의 '능력'으로서의 개념화는, 인간의 건강 개선 노력의 성과를 판단하는 자기 평가의 문을 열었다. 또한 유병률 감소에 초점을 맞춘 전통적인 접근 방식에서 멀어졌다. 이에 따라 사람들은 여러 만성 질환이나 말기 질환이 있는 경우에도 건강하다고 느끼고 건강 결정 요인을 재검토할 수 있는 기회가 만들어졌다.

## 결정 요인
개인이 사는 환경은 건강 상태와 삶의 질 모두에 중요한 영향을 끼친다. 건강은 건강과학의 발전, 응용뿐만 아니라 개인, 사회의 노력과 현명한 생활방식을 통해서도 유지되고 개선된다는 인식이 커지고 있다. 세계보건기구(WHO)에 따르면 건강의 주요 결정요인은 사회적, 경제적 환경, 물리적 환경, 개인의 특성과 행동을 포함한다.
건강에 영향을 미치는 것으로 밝혀진 핵심 요인은 다음과 같다.
| - 교육 및 문해력 - 고용/근로 조건 - 소득 및 사회적 지위 - 신체적 환경 - 사회적 환경 - 사회적 지지망 | - 인간생물학 및 유전학의 발전 - 문화 - 젠더 - 의료 서비스 - 건강한 아동 발달 - 개인적 건강 관리 및 대처 능력 |

1974년 캐나다의 Lalonde 보고서, 캘리포니아의 Alameda County 연구 등 건강에 관한 많은 연구가 진행되었고, 건강과 삶의 방식, 환경, 의료 단체 등의 건강 정책을 포함한 다양한 요인 사이의 연관성이 조사되고 있다. 특히 세계보건기구(WHO)의 세계보건보고서(World Health Reports)는 개발도상국에서의 의료 및 공중보건 개선을 포함한 세계적인 보건 요인에 초점을 맞추고 있다.
의료와 구별된 건강의 개념은 캐나다의 Lalonde 보고서에서 나타났다. 이 보고서는 개인의 건강을 결정하는 주요 요인으로 상호 의존적인 세 가지 요인을 제시하였다. 이들은 다음과 같다.
- 생의학: 유전적 구성의 영향으로 인체 내부에서 발달된 모든 측면의 신체적, 정신적 건강
- 환경: 인체 외부의 건강과 관련되고 개인이 거의 또는 전혀 통제할 수 없는 문제
- 생활 양식: 질병 또는 사망에 기여하거나 원인이 된다고 말할 수 있는 개인의 결정 (개인이 통제할 수 있음)

### 잠재적 요인
지구상에는 다양한 세계적인 건강 요인이 존재한다. 가장 흔한 예시로는 질병이 있다. 약 3600만 명의 사람들이 매년 심혈관계 질환, 암, 당뇨, 만성 폐질환을 포함하는 비전염성 질병으로 사망한다.
세균성, 바이러스성을 포함한 전염성 질병 중에서는, AIDS/HIV, 결핵, 말라리아가 가장 흔하며, 이들로 인해 매년 수백만 명이 사망한다.
사망을 초래하거나 다른 건강 문제를 발생시키는 또다른 요인은 영양실조이다. 이는 어린이들 사이에서 특히 위험하며, 영양실조로 인한 가장 큰 영향을 받는 집단이 어린 아이들이다. 약 750만 명의 5세 미만 아동이 영양실조로 인해 사망하며, 주로 음식을 만들거나 살 돈이 없어서 발생한다.
신체 상해도 전 세계적인 건강 문제이다. 골절이나 화상과 같은 부상은 사람의 삶의 질을 떨어트리고, 감염으로 인한 사망을 초래할 수 있다.
잘못된 생활 방식의 선택은 건강 악화에 기여하는 요인이다. 여기에는 흡연, 열악한 식단이 포함된다. 활동적이지 않은 생활 또한 건강에 관여하며 수면 부족, 음주, 구강 위생 소홀 또한 건강 악화의 원인이 될 수 있다.
이러한 건강 문제의 대부분은 예방이 가능하다. 하지만 약 10억 명의 사람들이 의료에 접근하지 못하고, 적절한 예방, 치료의 시기를 놓치고 있다. 가장 심각한 건강 문제는, 많은 사람들이 양질의 치료에 접근하기 힘들다는 사실이다.

## 정신건강
세계보건기구는 정신건강을 "한 개인이 자신의 능력을 깨닫고, 일상생활 속의 정상적인 스트레스 상황에 대처할 수 있으며, 생산적이며 유익하게 일할 수 있고, 개인이 속한 공동체에 기여할 수 있는 웰빙 상태"라고 정의하고 있다. 정신건강은 단순히 정신질환이 없는 상태를 뜻하지 않는다.
정신질환은 "사회적, 감정적 웰빙과 개인의 삶과 생산성을 방해하는 인지, 감정, 행동의 장애"를 모두 포함한다. 정신질환이 있는 사람은 정신의 기능이 일시적, 또는 영구적으로 심하게 망가질 수 있다.
미국의 경우 대략 모든 성인의 20%가 정신질환으로 진단을 받는다. 정신질환은 미국에서 장애의 원인으로 중요하게 자리잡았다. 중요한 정신질환으로는 조현병, 주의력결핍 과잉행동장애(ADHD), 주요 우울 장애, 양극성 장애, 외상후 스트레스 장애(PTSD), 자폐 스펙트럼 등이 있다. 보건복지부 자료에서는 2021년 기준 대한민국의 정신질환 평생 유병률, 즉 평생 동안 한 번 이상 정신질환을 경험하는 비율을 남성 32.7%, 여성 22.9%로 제시하고 있다. 이러한 비율에도 불구하고 정신건강 서비스의 이용 비율은 7.2%에 불과해 30~40%대를 기록한 호주, 미국, 캐나다 등에 비해 낮았다.
많은 요인이 정신질환에 관여할 수 있는데, 그 예로는 다음과 같은 것들이 있다.
- 유전자, 뇌의 화학적 요인 같은 생물학적 인자
- 정신질환의 가족력
- 트라우마나 학대와 같은 삶의 경험

## 건강 유지
건강을 달성하고 유지하는 것은 지속적으로 이루어져야 한다. 건강은 건강 관리 지식과 관행의 발전뿐만 아니라, 건강을 유지하기 위한 개인적, 체계적인 전략에 의해서도 형성된다.

### 식이 요법
건강을 유지하는 데에 있어서 중요한 방법은 건강한 식습관을 가지는 것, 곧 건강한 식단을 따라 섭취하는 것이다. 건강한 식단에는 신체에 영양분을 공급하는 다양한 식물성, 동물성 식품이 포함되어야 한다. 또한, 영양소가 골고루 포함되어야 신체에 에너지가 공급되고 정상적으로 기능할 수 있다. 영양소는 뼈, 근육 및 힘줄을 만들고 강화하는 데 도움이 되며, 몸의 생리 작용을 조절하기도 한다. 특히 물은 성장, 재생 및 건강에 필수적이다. 영양소 중에서도 다량 영양소, 곧 단백질, 탄수화물, 지방 및 지방산은 대량으로 섭취해야 한다. 그에 반해 미량 영양소, 곧 비타민 및 무기질은 상대적으로 소량 섭취되지만 신체 활동, 생리 작용에 필수적이다. 건강한 식단을 만들기 위해서는 영양소의 필요량과 비율을 파악하는 것이 중요하다. 이는 식품 피라미드, 식품 구성 자전거 등을 통해서 확인할 수 있으며, 한국인 영양소 섭취기준도 활용할 수 있다.
영양소가 골고루 담긴 건강한 음식은 심장 질환의 위험과 일부 암의 발병 위험을 낮출 수 있으며, 건강한 체중을 유지하는 데 도움이 된다.

### 신체 운동
신체 운동은 체력, 전반적인 건강 및 웰빙의 유지나 향상에 도움을 주며, 사람의 뼈와 근육을 강화하고 심혈관계 상태를 개선시킨다. 미국 국립 보건원에 따르면 운동에는 지구력, 근력, 유연성, 균형 운동의 네 가지 유형이 있다. 미국 질병통제예방센터에 따르면, 신체 운동이 심장 질환, 암, 제2형 당뇨병, 고혈압, 비만, 우울증 및 불안의 위험을 줄일 수 있다. 이에 질병 등의 위험에 대응하기 위해서라도 운동을 시작하는 것이 권장된다. 움직이지 않는 것보다는 집안일, 걷기, 전화 통화 중 잠깐 일어서기등 조금이라도 움직이는 것이 건강에 있어서 좋다.

### 수면
수면은 건강을 유지하는 데 필수적인 요소이다. 어린이의 경우 수면은 성장과 발달에도 필수적이다. 지속적인 수면 부족은 일부 만성 질병의 위험성을 증가시킬 수 있다. 또한, 수면이 부족할 경우 질병에 취약하게 되며, 질병으로부터 회복 시간을 느리게 한다. 연구에 따르면, 하루 6시간 이하의 수면을 취하는 수면 부족 환자는 7시간 이상 수면을 취하는 사람들에 비해 감기에 걸릴 확률이 4배 더 높은 것으로 나타났다. 신진대사를 조절하는 수면의 역할 때문에 수면 부족은 체중을 증가시키거나 체중 감량를 방해할 수도 있다. 또한 2007년 세계보건기구의 암연구기관인 국제 암 연구소는 "24시간 생체리듬을 강요하는 교대근무는 발암에 영향을 줄 수 있다"라고 선언해, 장시간 야간근무로 인한 수면 부족의 위험성을 지적했다. 2015년에 미국수면재단은 연령에 따른 요구 수면 시간에 대해 개정된 권장 사항을 발표하고 "개인의 비정상적인 수면 습관은 심각한 건강 문제나 그 증상을 나타낼 수 있으며, 의도적으로 비정상적인 수면을 강행하는 경우 자신의 건강과 웰빙을 손상시킬 수 있다."라고 언급했다.
| 나이                        | 수면 시간  |
| --------------------------- | ---------- |
| 신생아 (생후 0~3개월)       | 14~17 시간 |
| 영아 (생후 4~11개월)        | 12~15 시간 |
| 유아 (1~2세)                | 11~14 시간 |
| 유치원생 (3~5세)            | 10~13 시간 |
| 초등학생 (6~13세)           | 9~11 시간  |
| 청소년 (14~17세)            | 8~10 시간  |
| 고등‧대학생, 성인 (18~64세) | 7~9 시간   |
| 노년층 (65세~)              | 7~8 시간   |

### 과학의 역할
보건은 건강에 초점을 맞추는 과학의 분야 중 하나이다. 건강 과학은 크게 두 가지 역할로 나뉜다. 첫 번째는, 인간 및 동물이 기능하는 방식을 이해하기 위해 신체. 건강 관련 문제에 대해 연구하는 것이다. 두 번째는 건강을 개선시키고 질병 및 기타 신체적, 정신 장애를 치료하기 위해 연구한 내용을 활용하는 것이다. 건강 과학, 곧 보건은 생물학, 생화학, 물리학, 역학, 약리학, 의료 사회학을 포함한 많은 분야를 기반으로 한다. 응용 건강 과학은 건강 교육, 의공학, 생명 공학 및 공중보건과 같은 분야를 활용함으로써 인간의 건강을 더 잘 이해하고 개선하기 위해 노력한다.
의학, 간호학, 영양학, 약학, 사회사업, 심리학, 작업치료, 물리치료 및 기타 건강 관리 전문 분야에서 교육을 받은 실무자는 건강을 개선하기 위해 체계적인 절차에 따라 개입할 수 있다. 이 개입 과정은 건강 과학을 통해 개발된 원칙과 절차에 따라 이루어진다. 임상 개업의는 주로 개인의 건강에 초점을 맞추는 반면 공중 보건 실무자는 지역 사회와 인구의 전반적인 건강을 고려한다. 기업형 웰니스 프로그램은 직원의 건강과 웰빙을 개선한다는 점를 이유로 기업에서 점점 더 많이 채택하고 있으며, 어린이의 건강과 웰빙을 개선하기 위한 학교 보건 서비스도 성장하고 있다.

### 의학 및 의과학의 역할
일반적으로 현대 의학은 의료 시스템 내에서 시행된다. 법률, 자격 증명 및 자금 조달의 구조는 정부에 의해 수립되며, 경우에 따라 교회 등의 국제 조직에 의해 강화된다. 의료 시스템의 특징은 의료의 제공 방식에 상당한 영향을 미친다.
고대부터 기독교에서의 자선에 대한 강조는 체계적인 간호 및 병원의 발전을 가져왔다. 그 결과, 오늘날 가톨릭 교회는 세계에서 가장 큰 비정부 의료 제공자로 남아 있다. 미국을 제외한 많은 선진적인 산업 국가와 많은 개발도상국은 모든 사람에게 치료를 보장하는 것을 목표로 하는 보편적 의료 시스템으로 의료를 제공한다. 이는 단일보험자 의료 보험 또는 개인, 단체의 의료보험 가입의 의무화를 통해 이루어진다. 이것은 모든 사람이 지불 능력이 아닌 필요에 따라 의료에 접근할 수 있도록 하기 위한 것이다. 의료전달체계는 개인적인 관행, 국영 병원 및 진료소, 자선 단체, 또는 가장 일반적인 경우인 세 가지의 조화를 통해 구성된다.
대부분의 원시 사회는 모든 인구에게 의료를 보장하지 않는다. 원시 사회에서 의료는 비용을 지불하거나, 직접적이거나 고용 계약의 일부로서 자가 보험을 가지고 있거나, 정부 또는 부족이 직접 자금을 지원하는 의료를 받을 수 있는 사람들만이 이용할 수 있다. 정보의 투명성은 의료전달체계의 또 하나의 요소이다(아래 문단 참조). 의료 조건, 치료, 품질, 가격에 관한 정보의 접근 가능성은 환자 및 소비자의 선택에 큰 영향을 미치므로, 의료 전문가의 이익에도 영향을 미친다. 정보의 투영성이 필요하나, 환자 기밀 유지, 정보의 악용 가능성(상업적인 활용) 등의 문제가 발생한다는 점에서 대립이 일어나고 있다.

#### 의료전달체계
의료는 1차, 2차, 3차 의료로 분류된다.
1차 의료는 진료, 치료를 원하는 환자와 처음 접촉하는 의사, 의사 보조사, 전문 간호사 또는 기타 의료 전문가가 제공한다. 이는 진료소, 요양원, 학교, 가정 방문 및 환자와 가까운 다양한 장소에서 제공된다. 의료 도움이 필요한 환자의 약 90%는 1차 의료 제공자가 진단하고 치료할 수 있다. 1차 의료는 급성 및 만성 질환의 치료, 질병의 예방, 모든 연령대와 성별에서의 건강 교육을 포함한다.
2차 의료는 1차 진료 제공자가 2차 의료를 권장한 환자에게, 전문의가 진료소나 지역 병원에서 제공한다. 전문의의 전문 지식, 시술이 필요한 환자를 2차 의료가 이루어지는 곳으로 이송한다. 2차 의료에는 외래 치료 및 입원 환자 진료, 응급실, 집중 치료, 수술, 물리 치료, 진통 및 분만, 내시경 장치, 진단 검사실 및 의료 영상 제공, 호스피스 센터 등이 포함된다. 일부 1차 의료 제공자가 2차 의료 제공이 가능한 환경에서 입원 환자를 진단하거나 아기를 분만하기도 한다.
3차 의료는 일반적으로 지역 병원에서 이용할 수 없는 전문적인 진단 및 치료 시설을 갖춘 전문 병원 또는 지역 센터에서 제공된다. 여기에는 외상 센터, 화상 치료 센터, 신생아집중치료실, 장기 이식, 고위험 임신, 방사선 종양학 등이 포함된다.
현대 의료도 정보에 의존한다. 의료 정보는 다수의 의료 환경에서 여전히 종이 기록으로 전달되지만 요즘에는 점점 전자적 수단을 통해 전달되고 있다.
저소득 국가에서 현대 의료는 중산층에게도 과도한 비용을 요구한다. 국제 의료 정책 연구원들은 의료 접근성을 보장하기 위해 저소득 집단 등에서 "이용자 부담"을 제거할 것을 주장해 왔으나, 이를 제거한 후에도 상당한 비용이 들며, 진입 장벽이 존재한다.
처방과 조제의 분리는 의약 및 약학에서의 관행으로, 의료 처방을 제공하는 의사와 처방약을 제공하는 약사가 서로 독립, 분리되는 것을 말한다. 서구에서는 수세기에 걸쳐 의사와 약사를 분리해 왔다. 일부 아시아 국가에서는 의사가 약을 제공하기도 한다.

### 공중보건의 역할
공중보건은 다양한 방식으로 증진되고 묘사되어 왔다. 공중보건은 "사회, 조직, 공공 및 민간, 개인의 조직적인 노력과 정보에 입각한 선택을 통해 질병을 예방하고 생명을 연장시키며, 이를 통해 건강 증진에 기여하는 과학 및 예술의 분야"라고 설명된다. 공중보건은 인구 건강 분석에 기초한 지역 사회의 전반적인 건강과 관련되어 있다. 지역 사회의 인구는 소수일 수도 있고 대륙만큼 광범위할 수도 있다(전염병 등에서). 공중 보건에는 많은 기초 분야가 있지만 일반적으로 여러 학문 분야에서의 역학, 생물통계학 및 보건을 포함한다. 공중 보건에서는 환경 위생, 행동 건강 및 노동위생학 또한 중요하다.
공중 보건은 행동 감시, 건강한 습관 구축, 지역 사회 및 인간 건강과 관련된 환경의 발전을 통해 질병, 부상 및 기타 건강 상태를 예방하고 관리하는 것에 초점을 맞춘다. 공중 보건의 목표는 교육 프로그램을 시행하고, 정책을 결정하고, 서비스를 관리하고, 연구를 수행하여 건강 문제가 발생하거나 재발하는 것을 방지하는 것이다. 대부분의 경우에서 질병을 치료하거나 병원균를 통제하는 것은 다른 질병의 발생을 예방하는 데 필수적이다. 전염병 확산을 방지하기 위한 예방 접종 프로그램 및 콘돔 배포는 공중 보건에서의 예방 조치의 예시 중 하나이다. 예방 접종 및 콘돔 사용을 장려하거나 이에 대한 저항 극복을 목적으로 하는 교육 캠페인도 마찬가지이다.
공중 보건은 또한 국가의 여러 지역 간의, 경우에 따라서는 대륙 또는 세계 간의 건강 격차를 해소하기 위해 다양한 조치를 취한다. 그러나 한 가지 문제는 재정적, 지리적, 사회적, 문화적 제약이 있는 상황에서도 개인과 지역 사회가 의료에 접근할 수 있게 하는 것이다. 공중 보건 시스템은 모자건강관리, 보건 서비스 관리, 응급 대처, 전염병 및 만성 질환의 예방 및 통제 분야에서 적용된다.
공중 보건 프로그램이 불러오는 긍정적인 영향은 널리 인정받고 있다. 공중 보건을 통해 개발된 부분적인 정책과 조치로 인해 20세기에 세계 대부분의 지역에서 영유아 사망률이 감소하고 기대 수명이 증가했다.

## 직업
직업으로 인한 안전 위험 이외에도 직업은 질병 및 기타 장기적인 건강 문제를 불러오기도 한다. 가장 흔한 직업병 중에는 규폐증과 석탄 노동자의 진폐증(흑폐병)을 포함한 다양한 형태의 진폐증이 있다. 천식은 많은 근로자들이 취약한 호흡기 질환 중 하나이다. 작업자는 또한 습진, 피부염, 두드러기, 일광화상, 피부암을 포함한 피부 질환에 취약할 수 있다. 다른 직업병에는 수근관 증후군과 납 중독이 있다.
선진국에서는 서비스업 관련 일자리의 수가 늘어남에 따라 일을 할 때 앉아있는 시간이 많아졌다. 이에 제조업, 1차 산업과는 다른 건강 문제가 나타난다. 많은 국가에서 증가하는 비만율과, 스트레스 및 과로와 관련된 현대의 문제는 일과 건강 간의 상호 작용을 더욱 복잡하게 만들었다.
많은 정부는 직업 건강을 사회적 과제로 보고 근로자의 건강과 안전을 보장하기 위해 공공 조직을 구성했다. 이러한 예로는 영국의 보건안전청과 미국의 산업안전보건에 관한 연구를 수행하는 미국 국립 직업안전위생연구소(National Institute for Occupational Safety and Health), 근로자의 안전, 건강과 관련된 규정 및 정책을 다루는 산업안전 보건청(Occupational Safety and Health Administration)이 있다. 대한민국에서는 대한산업의학회, 산업안전보건공단, 고용노동부의 산업보건기준과 등이 근로자의 건강과 안전을 위해 조직되어 있다.

## 같이 보기
- 대체의학
- 운동처방